# Gröna hissen (film, 1944)
Gröna hissen är en svensk komedifilm från 1944 i regi av Börje Larsson.

## Handling
Ulla tycker att hennes man Billy är tråkig och börjar gå ut med andra män. Samtidigt är Lillans man ute på "sammanträden" med andra kvinnor. Lillan och Billy bestämmer sig för att låtsas ha en romans så att de bådas respektive ska bli svartsjuka och ta dem tillbaka. Under en blöt kväll dricks det mycket av den hemmagjorda drink som givit filmen dess namn.

## Om filmen
Filmen är baserad på pjäsen Fair and warmer av Avery Hopwood från 1915. Pjäsen hade sin urpremiär i USA år 1918 och sin Sverigepremiär år 1921, där den gjorde succé och fortsatte att göra det i många år. Den blev även en filmsuccé. Vid visningarna var man tvungna att texta filmen eftersom folk skrattade så högt att man inte hörde ljudet.[källa behövs]

## Rollista i urval
- Sickan Carlsson – Lillan Frisk[1]
- Max Hansen - Billy
- Gaby Stenberg - Ulla
- Karl-Arne Holmsten - Peter
- Håkan Westergren - Filip
- Inga-Bodil Vetterlund - Margit
- Ernst Eklund - direktör Bang, Billys chef
- Torsten Hillberg - direktör Hammar
- John Botvid - portvakten
- Julia Cæsar - portvaktsfrun
- Gustaf Lövås - flyttgubbe
- Ludde Juberg - flyttgubbe
- Börje Mellvig - anställd på hotell
- Magnus Kesster - kypare
- Hugo Tranberg - taxichaufför
- Barbro Ribbing - Mariann

## Musik i filmen
- Toujours l'amour, kompositör Nathan Görling, text Nils-Georg, sång Gustaf Torrestad
- Ach! so fromm/M'appari tutt'amor. ur Martha oder: Der Markt zu Richmond (Ack, som sänd ifrån skyn. Ur Martha eller Marknaden i Richmond), kompositör Friedrich von Flotow, tysk text 1847 W. Friedrich svensk text 1850 Carl Vilhelm August Strandberg, instrumental.
- Deh vieni alla finestra. ur Don Giovanni (O hör i nattens tystnad/Serenad. ur Don Juan), kompositör Wolfgang Amadeus Mozart, italiensk text 1787 Lorenzo Da Ponte svensk text 1813 Carl Gustaf Nordforss svensk text 1856 Wilhelm Bauck svensk text 1961 Erik Lindegren, framförs av okänd operasångare
- Zäta-Swing, kompositör Zilas Görling, instrumental.
- Là ci darem la mano. ur Don Giovanni (Du skall ej fruktan bära/Räck mig din hand min sköna. ur Don Juan), kompositör Wolfgang Amadeus Mozart, italiensk text 1787 Lorenzo Da Ponte svensk text 1813 Carl Gustaf Nordforss svensk text 1856 Wilhelm Bauck nyare svensk text Herbert Sandberg svensk text 1961 Erik Lindegren, framförs av okänd operasångare
- Don Giovanni (Don Juan), kompositör Wolfgang Amadeus Mozart, italiensk text 1787 Lorenzo Da Ponte svensk text 1813 Carl Gustaf Nordforss svensk text 1856 Wilhelm Bauck svensk text 1961 Erik Lindegren, framförs av okänd operasångare
- Kullerullvisan (Dalecarlian Girl), musikbearbetning Lille Bror Söderlundh, text Karl-Erik Forsslund, framförs av Sickan Carlsson med ny text av Börje Larsson
- Den första gång jag såg dig, kompositör och text Birger Sjöberg, framförs av Max Hansen med ny text av Börje Larsson
- Sjösalavals (Rönnerdahl han skuttar), kompositör och text Evert Taube, sång Max Hansen
- Världen är full av violer, kompositör Nils Perne, text Nils Perne och Sven Paddock, sång Sickan Carlsson
- Im Hotel Zur Nachtigall (Två små röda rosor) , kompositör och text Stephan Weiss, svensk text Karl-Ewert, sång Max Hansen
- Flickorna i Småland, kompositör Fridolf Lundberg, text Karl Williams, sång Sickan Carlsson
- Sov Dukke Lise (Lillan ska sova/Docklisa), kompositör Elith Worsing, dansk text Ludvig Brandstrup, svensk text S.S. Wilson, sång Max Hansen
- Flicka från Backafall, kompositör 1936 Gunnar Turesson text från dikten Vid vakten av Gabriel Jönsson, sång Sickan Carlsson
- En liden vit kanin, kompositör och text Sven Gustafson, sång Max Hansen
- En lille Rystedans (Jazzgossen), kompositör Edvard Brink, dansk text Alfred Kjærulf, svensk text Karl Gerhard, sång Sickan Carlsson
- Libiamo ne' lieti calici. ur La Traviata, kompositör Giuseppe Verdi italiensk text 1853 Francesco Maria Piave svensk text 1868 Ernst Wallmark, sång Max Hansen och Sickan Carlsson
- Ungerska rapsodier. Nr 2, ciss-moll, kompositör Franz Liszt, sång Sickan Carlsson

## DVD
Filmen gavs ut på DVD 2014. 